# Кайлаштіла – Ашугандж (конденсатопровід)
Кайлаштіла – Ашугандж (конденсатопровід) – елемент трубопровідної інфраструктури Бангладеш, призначений для вивозу продукції з ряду родовищ на північному сході країни.
У 1993 році почалась розробка родовища Кайлаштіла, на якому планувалось організувати вилучення гомологів метану – зріджених вуглеводневих газів (ЗВГ). За первісним планом їх належало доправляти до району Ашугандж, де мали звести установку фракціонування. Для цього навіть проклали трубопровід завдовжки 175 км та діаметром 150 мм, втім, проєкт з фракціонатором у Ашуганджі так і спромоглись реалізувати. Як наслідок, замість суміші ЗВГ по трубопроводу почали перекачувати конденсат, який отримували на Кайлаштілі у значних обсягах.
У певний момент провели попередні дослідження щодо повернення до реалізації первісного проєкту. При цьому встановили, що зазначений трубопровід до Ашуганджу покритий численними врізками, через які місцеві мешканці зливають конденсат. Як наслідок, прийшли до висновку про недоцільність переводити об’єкт у такому технічному стані на перекачування суміші летючих ЗВГ. 
З плином часу через конденсатопровід Кайлаштіла – Ашугандж також стало можливим транспортування продукції інших родовищ, які під'єднані до системи через перемички:
- завдовжки 16,5 км та діаметром 100 мм від родовища Джалалабад до Кайлаштіли;
- завдовжки 18 км та діаметром 100 мм від родовища Беані-Базар до Кайлаштіли;
- від родовища Рашидпур до клапанної станції Muchai (приблизно на півдороги між Кайлаштілою та Ашуганджем).
Крім того, через тільки що згадану станцію Muchai можливий обмін ресурсом із конденсатопроводом Бібіяна – Рашидпур.   
Доправлений до Ашуганджу конденсат потрапляє до комплексу зберігання компанії Rupantorito Prakritik Gas Company Ltd (RPGCL). Далі він вирушає різним споживачам, передусім на нафтопереробний завод Eastern Refinery Limited у Патензі (поблизу Читагонгу), доставка до якого відбувається водним транспортом (Ашугандж стоїть на березі могутньої річки Мегхна).